# Vassili Tatichtchev
Pour les articles homonymes, voir Tatichtchev.
Vassiliï Nikititch Tatichtchev (en russe : Василий Никитич Татищев) est un historien et géographe russe né le 19 avril 1686 et mort le 26 juillet 1750.

## Biographie
Il est attaché au collège des mines et remplit pour ce service diverses missions en Sibérie et en Suède. En 1734, il établit un formulaire de 82 questions traitant de la géographie, de la nature, de l'histoire, des peuples et des langues de la Russie qu'il envoie aux voïvodes et aux chancelleries avant de le faire traduire en allemand pour Gerhard Friedrich Müller et Johann Georg Gmelin.
Il devient grand maître des mines en 1737 et rédige le code minier de la Russie ainsi que la deuxième version de son formulaire comprenant cette fois 98 questions dont la paléontologie, les maladies, l'artisanat, mœurs des indigènes , etc.. Il est considéré comme cofondateur de la ville d'Iekaterinbourg avec Georg Wilhelm Henning et un monument leur est élevé en leur hommage dans cette ville, place du Travail.
Il est connu pour avoir été le premier à proposer que l'on considère que l'Europe s'étende à l'Est jusqu'aux monts de l'Oural. Jusqu'alors, beaucoup de cartographes européens la bornaient sur certaines sections de la Volga voire du fleuve Don. Il répondait ainsi à la volonté du tsar Pierre Le Grand d'y faire inclure la Russie moscovite, dans un contexte où les géographes de l'époque des Lumières valorisaient les reliefs comme supports de limites régionales.
Il a laissé une Histoire de Russie, qu'il n'a pu achever et qui a été publiée par Gerhard Friedrich Müller, à Moscou, 1769-1784, en 4 volumes in-4°. Il est aussi l'auteur d'un Atlas de la Sibérie, 1745.